# État d'Akalkot
1725–1948
Entités précédentes :
- Raj britannique

Entités suivantes :
- Inde

Akkalkot (Marathi:अक्कलकोट, Kannara:ಅಕ್ಕಲಕೂಟೆ) est un ancien État princier dans l'actuel État du Maharashtra.

## Histoire
L'État princier, sur laquelle régna des radjahs jusqu'en 1948, fut intégré dans l'État du Maharashtra.

## Dirigeants: Radjahs
- 1725 - 1757 : Fateh Singh Râo Ier Bhonsla
- 1757 - ? : Shahaji Râo Ier Bhonsla
- 1789  - 1822 : Fatehsinh Râo II Bhonsla (1770-1822)
- 1822 - 1823 : Maloji Râo Ier Bhonsla (1803-1823)
- 1823 - 1857 : Shahaji Râo II Bhonsla (1822-1857)
- 1857 - 1870 : Maloji Râo II Bhonsla (1837-1870)
- 1870 - 1896 : Shahaji Râo III Bhonsla (1867-1896)
- 1896 - 1923 : Fatehsinh Râo III Bhonsla (1894-1923)
- 4 avril 1923 - 1948 : Vijayasinh Râo Bhonsla (1915-1952)